# Новокаинлыковский сельсовет
Новокаинлы́ковский сельсовет — муниципальное образование в Краснокамском районе Башкортостана.
Административный центр — село Новый Каинлык.

## История
Согласно Закону о границах, статусе и административных центрах муниципальных образований в Республике Башкортостан имеет статус сельского поселения.
Образован 9 июля 1919 года.

## Население
| 2002  | 2009  | 2010  | 2012  | 2013  | 2014  | 2015  |
| ----- | ----- | ----- | ----- | ----- | ----- | ----- |
| 1544  | ↗1697 | ↘1545 | ↘1504 | ↘1471 | ↘1461 | ↘1445 |
| 2016  | 2017  | 2018  |       |       |       |       |
| ↗1457 | ↘1433 | ↘1431 |       |       |       |       |

## Состав сельского поселения
| № | Населённый пункт             | Тип населённого пункта       | Население |
| - | ---------------------------- | ---------------------------- | --------- |
| 1 | Новый Каинлык                | село, административный центр | ↘615      |
| 2 | Бурнюш                       | деревня                      | ↗197      |
| 3 | Янгузнарат                   | деревня                      | ↘136      |
| 4 | Новый Татыш                  | деревня                      | ↘133      |
| 5 | Старый Каинлык               | деревня                      | ↘128      |
| 6 | Киргизово                    | деревня                      | ↗124      |
| 7 | Деревня Шариповского участка | деревня                      | ↘117      |
| 8 | Купербаш                     | деревня                      | ↘95       |

### упразднённые населённые пункты
Ленинский 3-й - упразднённый в 1960-е посёлок Каинлыковского сельсовета.

## Известные уроженцы
- Сулейманов, Шариф Сулейманович (13 октября 1920 — 12 февраля 1994) — командир истребительно-противотанкового артиллерийского полка, министр финансов Башкирской АССР (1971—1988), Герой Советского Союза[12][13].

## Достопримечательности
- Памятник Сулейманову Шарифу Сулеймановичу.